# Кордье, Анри
Анри́ Кордье́ (фр. Henri Cordier; 8 августа 1849, Новый Орлеан, США — 16 марта 1925, Париж) — французский востоковед и синолог, библиограф.

## Биография
В 1869—1880 работал в Китае, был секретарём французской миссии. Вернувшись во Францию, читал лекции по географии и истории Дальнего Востока в Школе восточных языков (Institut national des langues et civilisations orientales) в Париже. Главный редактор международного синологического журнала T’oung рао (1890—1925). Автор трудов по истории Китая и библиографий литературы о Китае, Японии, Индокитае. 

## Труды
- «Bibliotheca sinica, dictionnaire bibliographique des ouvrages relatifs à l’empire Chinois» (Париж, 1878—1890);
- «Essais d’une bibliographie des ouvrages publiés en Chine par les européens au XVIII siècle» (Париж, 1883);
- «Notes pour servir à l’histoire des études chinoises en Europe jusqu’a l'époque de Fourmont l'âiné» (Париж, 1886);
- «La France en Chine au XVIII siècle» (1883).